# Colabata dora
Colabata dora är en fjärilsart som beskrevs av William Schaus 1896. Colabata dora ingår i släktet Colabata och familjen silkesspinnare. Inga underarter finns listade i Catalogue of Life.